# Agustín de la Concepción
Agustín de la Concepción o de Madrid (Madrid, fl. 1647) va ser un religiós franciscà descalç.
La crònica de la província de Sant Josep d'Espanya diu que va néixer en aquesta demarcació –no indica concretament on, José Antonio Álvarez el fa fill de Madrid– i va fer de predicador a l'orde dels frares menors descalços en el mateix territori. Va escriure l'obra Ceremonial de las Misas, el Manual, y Doctrina de los Novicios de las Parroquias de San Joseph, publicat a Conca el 1647, comissionada i manada confeccionar pel ministre provincial Francisco de Montemayor, que tracta sobre els usos litúrgics durant la missa.